# Ikki Sasaki
Ikki Sasaki (japanisch 佐々木 一輝 Sasaki Ikki; * 19. Februar 1991 in Tokushima) ist ein japanischer Fußballspieler.

## Karriere
Sasaki erlernte das Fußballspielen in der Schulmannschaft der Tokushima Commercial High School und der Universitätsmannschaft der Sangyō-Universität Kyōto. Seinen ersten Vertrag unterschrieb er 2013 bei Tokushima Vortis. Der Verein spielte in der zweiten japanischen Liga, der J2 League. Am Ende der Saison 2013 stieg der Verein in die erste Liga auf. Nach einer Saison musste er Ende 2014 wieder den Weg in die zweite Liga antreten. Für den Verein absolvierte er insgesamt 25 Ligaspiele. 2017 wechselte er nach Toyama zum Drittligisten Kataller Toyama.